# Rumanea, Stara Zagora
Rumanea (în bulgară Руманя) este un sat în comuna Stara Zagora, regiunea Stara Zagora,  Bulgaria. 

## Demografie
Componența etnică a satului Rumanea
     Bulgari (100%)
     Nicio identificare (0%)
     Altele (0%)
La recensământul din 2011, populația satului Rumanea era de 67 locuitori. Din punct de vedere etnic, toți locuitorii erau bulgari.